# Linea Blu (metropolitana di Washington)
La linea Blu (in inglese Blue Line), indicata sulle mappe come linea BL, è una linea della metropolitana di Washington. Lunga 48,8 km, conta 27 stazioni, e serve, oltre al distretto di Columbia, sia la Virginia (contea di Fairfax e città di Alexandria e Arlington) e il Maryland (contea di Prince George).
È stata la seconda linea ad essere inaugurata, il 1º luglio 1977, e la prima linea ad avere stazioni in Virginia. Percorre la città da sudovest (con capolinea Franconia–Springfield, a Springfield, nella contea di Fairfax) ad est (con capolinea Largo Town Center, a Lake Arbor, in Maryland).
Condivide parte del suo percorso sia con la linea gialla (nel tratto sudoccidentale) che con le linee arancione e argento (con entrambe nel distretto di Columbia, solo con la linea argento nella parte più orientale). L'unica stazione esclusiva della linea blu è Arlington Cemetery, presso il cimitero di Arlington.

## Storia
La linea blu fu inaugurata il 1º luglio 1977, tra le stazioni National Airport (presso l'aeroporto Ronald Reagan) e Stadium-Armory, con un percorso di 19,3 km per 18 stazioni. Ad est, la linea raggiunse poi Addison Road nel 1980 (capolinea previsto dal piano originale della metropolitana approvato nel 1968), e fu estesa ulteriormente nel 2004, con l'aggiunta di due nuove stazioni. A sud, il piano originario del 1968 prevedeva che la linea raggiungesse Huntington; fu poi deciso che il tratto dall'aeroporto Nazionale ad Huntington fosse servito dalla linea gialla, mentre la linea blu fu estesa prima alla stazione di Van Dorn Street, nel 1991, e poi a quella di Franconia-Springfield nel 1997.
È in progettazione un'ulteriore stazione, situata ad Alexandria presso il quartiere di Potomac Yard, tra la stazione National Airport e quella di Braddock Road; a dicembre 2015, l'apertura era prevista per il 2020.

## Percorso
Il capolinea sudoccidentale della linea, Franconia–Springfield, si trova a Springfield, in Virginia, sulla Fairfax County Parkway. Da lì, la linea viaggia in superficie, fino ad unirsi alla linea gialla ad Alexandria; le due linee continuano verso nord, entrando in sotterranea prima della stazione di Crystal City e servendo il Pentagono. Dopo essersi separata dalla linea gialla, la linea blu ritorna in superficie, viaggiando parallela alla Virginia State Route 110 e servendo il cimitero di Arlington; poi la linea ritorna sotterranea e si unisce alle linee arancione e argento prima di Rosslyn.
Le tre linee proseguono insieme all'interno del distretto di Columbia, servendo tra gli altri il campus della George Washington University (stazione Foggy Bottom-GWU) e il National Mall (stazioni Federal Triangle e Smithsonian), e scambiando con la linea rossa alla stazione Metro Center, e con le linee verde e gialla alla stazione di L'Enfant Plaza. Passato il fiume Anacostia su un ponte, la linea arancione si divide dalla blu e dalla argento, che continuano verso est, entrando in Maryland e servendo le città di Capitol Heights, Summerfield, Largo e Lake Arbor, dove si trova il capolinea di Largo Town Center.

## Stazioni
La linea blu serve le seguenti stazioni, da sudovest ad est:
| Stazione                                  | Località        | Apertura | Interscambi                                         | Interscambi                                                    |
| ----------------------------------------- | --------------- | -------- | --------------------------------------------------- | -------------------------------------------------------------- |
| Franconia-Springfield                     | Springfield     | 1997     | Virginia Railway System Autobus Greyhound           | Tratta in comune con la linea gialla (solo servizio Rush Plus) |
| Van Dorn Street                           | Alexandria      | 1991     |                                                     | Tratta in comune con la linea gialla (solo servizio Rush Plus) |
| King Street-Old Town                      | Alexandria      | 1983     | Union Station                                       | Tratta in comune con la linea gialla                           |
| Braddock Road                             | Alexandria      | 1983     |                                                     | Tratta in comune con la linea gialla                           |
| Ronald Reagan Washington National Airport | Arlington       | 1977     |                                                     | Tratta in comune con la linea gialla                           |
| Crystal City                              | Arlington       | 1977     | Virginia Railway System                             | Tratta in comune con la linea gialla                           |
| Pentagon City                             | Arlington       | 1977     |                                                     | Tratta in comune con la linea gialla                           |
| Pentagon                                  | Arlington       | 1977     |                                                     | Tratta in comune con la linea gialla                           |
| Arlington Cemetery                        | Arlington       | 1977     |                                                     |                                                                |
| Rosslyn                                   | Arlington       | 1977     |                                                     | Tratta in comune con la linea arancione e la linea argento     |
| Foggy Bottom-GWU                          | Washington      | 1977     |                                                     | Tratta in comune con la linea arancione e la linea argento     |
| Farragut West                             | Washington      | 1977     |                                                     | Tratta in comune con la linea arancione e la linea argento     |
| McPherson Square                          | Washington      | 1977     |                                                     | Tratta in comune con la linea arancione e la linea argento     |
| Metro Center                              | Washington      | 1977     | Linea rossa                                         | Tratta in comune con la linea arancione e la linea argento     |
| Federal Triangle                          | Washington      | 1977     |                                                     | Tratta in comune con la linea arancione e la linea argento     |
| Smithsonian                               | Washington      | 1977     |                                                     | Tratta in comune con la linea arancione e la linea argento     |
| L'Enfant Plaza                            | Washington      | 1977     | Linea gialla e linea verde Virginia Railway Express | Tratta in comune con la linea arancione e la linea argento     |
| Federal Center SW                         | Washington      | 1977     |                                                     | Tratta in comune con la linea arancione e la linea argento     |
| Capitol South                             | Washington      | 1977     |                                                     | Tratta in comune con la linea arancione e la linea argento     |
| Eastern Market                            | Washington      | 1977     |                                                     | Tratta in comune con la linea arancione e la linea argento     |
| Potomac Avenue                            | Washington      | 1977     |                                                     | Tratta in comune con la linea arancione e la linea argento     |
| Stadium-Armory                            | Washington      | 1977     |                                                     | Tratta in comune con la linea arancione e la linea argento     |
| Benning Road                              | Washington      | 1980     |                                                     | Tratta in comune con la linea argento                          |
| Capitol Heights                           | Capitol Heights | 1980     |                                                     | Tratta in comune con la linea argento                          |
| Addison Road                              | Walker Mill     | 1980     |                                                     | Tratta in comune con la linea argento                          |
| Morgan Boulevard                          | Summerfield     | 2004     |                                                     | Tratta in comune con la linea argento                          |
| Largo Town Center                         | Lake Arbor      | 2004     |                                                     | Tratta in comune con la linea argento                          |